# (17273) Karnik
(17273) Karnik es un asteroide perteneciente al cinturón de asteroides, descubierto el 5 de junio de 2000 por el equipo del Lincoln Near-Earth Asteroid Research desde el Laboratorio Lincoln, Socorro, Nuevo México.

## Designación y nombre
Designado provisionalmente como  2000 LD13. Fue nombrado  por Ryna Karnik (nacida en 1986) quien fue finalista en la Búsqueda de talentos científicos de Intel de 2004, una competencia científica para estudiantes de último año de secundaria. También recibió el primer lugar y el premio a la mejor de la categoría en la Feria internacional de ciencia e ingeniería de Intel de 2003 por su proyecto de ingeniería. Asiste a la Escuela Episcopal de Oregón, Portland, Oregón.

## Características orbitales
Karnik está situado a una distancia media del Sol de 2,268 ua, pudiendo alejarse hasta 2,320 ua y acercarse hasta 2,217 ua. Su excentricidad es 0,023 y la inclinación orbital 5,426 grados. Emplea 1247,96 días en completar una órbita alrededor del Sol.

## Características físicas
La magnitud absoluta de Karnik es 14,44. Tiene 4,255 km de diámetro y su albedo se estima en 0,223.